# Marc Surer
Marc Surer (Arisdorf, Švicarska, 18. rujna 1951.) je bivši švicarski vozač automobilističkih utrka. Godine 1976. osvojio je titulu viceprvaka u Njemačkoj Formuli 3 za momčad KWS Autotechnik Team. U Europskoj Formuli 2 je 1978. za momčad March Racing osvojio titulu viceprvaka, da bi sljedeće 1979. za istu momčad osvojio naslov prvaka. U Formuli 1 se natjecao od 1979. do 1986. Najbolje rezultate je ostvario na Velikoj nagradi Brazila 1981. u Ensign-Cosworthu i Velikoj nagradi Italije 1985. u Brabham-BMW-u, kada je osvojio dva četvrta mjesta. Godine 1985. pobijedio je na utrci 1000 km Monze u Porscheovom bolidu, gdje mu je suvozač bio Manfred Winkelhock. Iste godine pobijedio je i na utrci 24 sata Spa-Francorchampsa u BMW-ovom bolidu, gdje su mu suvozači bili Roberto Ravaglia i Gerhard Berger. Na utrci 24 sata Le Mansa je nastupio tri puta, no bez većih uspjeha.

## Vanjske poveznice
- Marc Surer - Driver Database
- Marc Surer - Stats F1
- Marc Surer - Racing Sports Cars